# HD 10307
HD 10307 (HR 483 / HIP 7918 / GJ 67) es una estrella binaria de magnitud aparente +4,96 en la constelación de Andrómeda. Está situada al oeste de Alamak (γ Andromedae), al sureste de Mirach (β Andromedae) y al noreste de Metallah (α Trianguli). Se encuentra a 41,2 años luz de distancia del sistema solar.
La estrella principal del sistema, HD 10307 A, es una enana amarilla de tipo espectral G1.5V de masa y radio similares a los del Sol, pero con una luminosidad un 40% mayor que la solar. Basada en la abundancia de hierro, su metalicidad equivale al 96% de la del Sol. Con una edad de unos 5900 millones de años, parece ser unos 1300 millones de años más antigua que el Sol. Estas características físicas hacen de HD 10307 A uno de los mejores candidatos para albergar algún tipo de vida terrestre.
HD 10307 B, la componente secundaria, es una enana roja con una masa aproximada de 0,29 masas solares y una luminosidad equivalente al 0,13% de la del Sol.
Dado que no se conocen las masas de las componentes con exactitud, los parámetros orbitales del sistema son sólo aproximados. La órbita es muy excéntrica (ε = 0,43), lo que provoca que la separación entre las dos estrellas varíe entre 4,2 UA y 10,5 UA, siendo el período orbital de 19,5 años. La estrella más cercana conocida al sistema HD 10307 es υ Andromedae, situada a 3,0 años luz.

## Mensaje de METI a HD 10307
Un mensaje de METI fue enviado a HD 10307 el 6 de julio de 2003. Fue transmitido desde el radar más grande de Eurasia, el radar planetario de 70 metros de Eupatoria. El mensaje, denominado «Cosmic Call 2», llegará a HD 10307 en septiembre de 2044.